# Lethata buscki
Lethata buscki es una especie de polilla del género Lethata, orden Lepidoptera.
Fue descrita científicamente por Duckworth en 1964.

## Descripción
Su envergadura es de 19 a 21 mm.

## Distribución
Se encuentra en Belice, Honduras y México.